# Jules Lichtenstein
Jules Lichtenstein (1818 - 1886) foi um entomologista amador que em colaboração com o seu cunhado, o entomologista Jules Émile Planchon, conseguiu provar que a filoxera era causada por um insecto de ciclo de vida complexo a que deram o nome científico de Phylloxera vastatrix (Planch., 1868). Essa descoberta, determinante na descoberta de métodos de combate e profilaxia, deveu-se em muito à sua abertura de espírito e ao relacionamento científico que mantinham com cientistas anglófonos.